# Nazionale olimpica di calcio dello Zambia
La nazionale olimpica zambiana di calcio è la rappresentativa calcistica dello Zambia che rappresenta l'omonimo stato ai Giochi olimpici.

## Storia
La nazionale olimpiadi zambiana si è qualificata alle olimpiadi 1980 e alle olimpiadi 1988. Nella prima partecipazione perde 0-1 con Cuba, 1-3 con l'Unione Sovietica e 1-2 con il Venezuela. Nell'edizione 1988 pareggia 2-2 con la Siria poi vince clamorosamente 4-0 con l'Italia e 4-0 con il Guatemala, qualificandosi ai quarti da prima nel girone. Ai quarti perde 0-4 con la Germania.

## Statistiche dettagliate sui tornei internazionali

### Giochi olimpici
| Anno | Luogo             | Piazzamento      | V | N | P | Gol  |
| ---- | ----------------- | ---------------- | - | - | - | ---- |
| 1952 | Helsinki          | Non partecipante | - | - | - | -    |
| 1956 | Melbourne         | Non partecipante | - | - | - | -    |
| 1960 | Roma              | Non partecipante | - | - | - | -    |
| 1964 | Tokyo             | Non partecipante | - | - | - | -    |
| 1968 | Città del Messico | Non partecipante | - | - | - | -    |
| 1972 | Monaco di Baviera | Non qualificata  | - | - | - | -    |
| 1976 | Montréal          | Ritirata         | - | - | - | -    |
| 1980 | Mosca             | Primo turno      | 0 | 0 | 3 | 2:6  |
| 1984 | Los Angeles       | Non qualificata  | - | - | - | -    |
| 1988 | Seul              | Quarti di finale | 2 | 1 | 1 | 10:6 |
| 1992 | Barcellona        | Squalificata     | - | - | - | -    |
| 1996 | Atlanta           | Non qualificata  | - | - | - | -    |
| 2000 | Sydney            | Non qualificata  | - | - | - | -    |
| 2004 | Atene             | Non qualificata  | - | - | - | -    |
| 2008 | Pechino           | Non qualificata  | - | - | - | -    |
| 2012 | Londra            | Non qualificata  | - | - | - | -    |
| 2016 | Rio de Janeiro    | Non qualificata  | - | - | - | -    |
| 2020 | Tokyo             | Non qualificata  | - | - | - | -    |

## Tutte le rose

### Giochi olimpici
Calcio ai Giochi Olimpici Estivi 19801 Mwape, 2 Muke, 3 Kalambo, 4 Makwaza, 5 Katumba, 6 Katebe, 7 Simwala, 8 Banda, 9 Chola, 10 Chitalu, 11 Kaimana, 12 Kashimoto, 13 Mutale, 14 Sinkala, 15 Tembo, 16 Lazarus, 22 Mulenga, CT: Chama
Calcio ai Giochi Olimpici Estivi 19881 Chabala, 2 Pet. Mwanza, 3 Mumba, 4 Chomba, 5 Chitalu, 6 Makinka, 7 J. Bwalya, 8 Musonda, 9 Chambeshi, 10 Chikabala, 11 Msiska, 12 K. Bwalya, 13 Mwansa, 14 Chabinga, 15 Melu, 16 R. Mwanza, 17 Pea. Mwanza, 18 Chansa, 19 Nyirenda, 20 Mulenga, CT: Ndholvu